# Far til fire og onkel Sofus
Far til fire og onkel Sofus er en dansk familiefilm i Far til fire-serien fra 1957 instrueret af Alice O'Fredericks og Robert Saaskin efter manuskript af Grete Frische og Jon Iversen.

## Medvirkende
- Karl Stegger – Far
- Birgitte Price – Søs
- Otto Møller Jensen – Ole
- Rudi Hansen – Mie
- Ole Neumann – Lille Per
- Peter Malberg – Onkel Anders og Onkel Sofus
- Ib Mossin – Peter
- Agnes Rehni – Fru Sejersen
- Povl Wöldike
- Einar Juhl
- Holger Juul Hansen
- Kirsten Passer
- Preben Kaas
- Henry Nielsen
- Grethe Kausland - Lille Grete